# Plazma
Plazma (стилизовано как PLAZMA,  рус. «Пла́зма»; в 1990—1999 годах — Slow Motion, рус. «Медленное движение») — советская и российская музыкальная группа из Волгограда, работающая в жанрах синти-поп, евро-поп, евродэнс и поп-рок. Одна из первых начала исполнять песни исключительно на английском языке для русскоговорящей аудитории. Финалист отборочного тура международного конкурса «Евровидение-2009».
Бессменными участниками коллектива являются Роман Черницын (вокалист, композитор, автор текстов) и Максим Постельный (клавишник, бэк-вокалист, композитор, аранжировщик). В концертах также принимают участие аккомпанирующие музыканты Александр Лучков (скрипач, гитарист) и Николай Трофимов (гитарист).
За 32 года существования группа выпустила шесть студийных альбомов (первый — Falling in Love в 1991-м, последний — Indian Summer в 2017-м), 11 видеоклипов, а также ряд внеальбомных песен.

## История
Предпосылкой к основанию группы стало встреча двух старшеклассников Романа Черницына и Максима Постельного осенью 1988 года. Роман — поклонник творчества Modern Talking и вокального стиля Томаса Андерса случайным образом познакомился с Максимом — клавишником музыкального трио при Доме учителя Кировского района города Волгоград. Исполнив фрагменты из композиций немецкого дуэта, Черницын пришёлся по душе коллективу и вскоре стал его частью. Таким образом состав группы стал следующим: гитарист Сергей Стародуб, бас-гитарист Николай Романов, Алексей Воронков — барабаны, Черницын — вокал и Постельный — клавиши. Помимо этого с группой работал звукорежиссёр Роман Рыбин и руководитель Андрей Трясучёв. Тем не менее к 1990 году от ансамбля остались лишь Постельный, Романов и Черницын, у которого к тому моменту был материал, что он желал воплотить в жизнь.
В новом десятилетии коллектив обрёл название Slow Motion (рус. «Медленное движение») в честь одноимённой песни Modern Talking и приступил к работе над  материалом. Площадкой для записи стала студия волгоградского Культпросветучилища. В работе над альбомом приняли участие звукорежиссёры Андрей Жигунов и Вячеславом Тимиров. Во время этих сессий была записана большая часть материала, однако к 1991 году группа стала дуэтом Черницын-Постельный, что и довёл альбом под названием Falling in Love («Влюбляясь») до релиза. Стилистически альбом выдержан в традициях упомянутого Modern Talking — евро-поп с мягким вокалом Черницына и синтезаторными партиями Постельного. В лонг-плей вошли 12 композиций, исполненные на английском языке. Таким образом написание оригинальных композиций на английском языке стало одной из главных особенностей коллектива, в особенности, на локальной волгоградской сцене. Два года подряд, в 1991 и 1992 году Slow Motion участвует на конкурсе «Рок-старт», завоевав второе и первое место соответственно.
В том же 1992 году группа пробует свои силы на международном фестивале «Голос Азии». Для конкурса были записаны две новых композиции с аранжировкой для живого выступления. К работе над композициями были привлечены музыканты  Николай Куликов и Вячеслав Тимиров, ранее работавший с дуэтом над дебютным альбома 1991 года.  Тем не менее в последний момент, к недоумению участников, группу отозвали, сославшись на неформатное для конкурса звучание. Вторая половина 1992 года и начало следующего 1993 года стало для группы одним из самых сложных периодов — в отсутствие перспектив музыкального проекта Черницын устроился работать на завод «Спецэнергоремонт», а Постельный продолжал обучение в училище искусств Волгограда.
Вернувшись позднее к работе над новым материалом в родном Волгограде, где выступает на местных фестивалях, в заведениях, на теле- и радиоэфирах, а также готовится к записи второго альбома — Prologue, сумев стать одним из самых популярных проектов в городе. Добившись локального признания, группа привлекла внимание столичных звукозаписывающих компаний (одной из них являлась фирма ZeCo Records). Записав большую часть материала на волгоградской студии "Магнат" группа пробует силы в Москве, завершая работы над лонгплеем и в 1998 году он добирается до релиза на лейбле С.Т. Паритет-А. Несмотря на изначальные планы стать партнерами столичного ZeCo Records, в 1999 году группа заключает пятилетний продюсерский контракт с Дмитрием Маликовым, который начал оказывать спонсорскую, рекламную и концертную поддержку, а также предоставлять для пользования свой продюсерский центр, не участвуя в написании песен группы. Коллектив сразу же сменил название на более интернациональный, энергичный и запоминающийся вариант — Plazma — и уже в 2000 году стал известным во всей России и в странах ближнего зарубежья, добившись высоких рейтингов на радио и телевидении благодаря синглам «Take My Love», «Jump in My Car», «The Sweetest Surrender», а затем и альбома Take My Love. Позиции коллектива значительно укрепились после выпуска синглов «Lonely» и «You’ll Never Meet an Angel», а также альбома 607 (2002), песни из которого продолжали приносить группе лидирующие места в хит-парадах, что не только ещё больше повысило её популярность в России и близлежащих государствах, но и принесло ей узнаваемость во Франции, Бразилии и других странах. Кроме того, Plazma становилась лауреатом многочисленных национальных наград, включая премию Попова 2003 года в категории «Радио-фаворит года» за наибольшее количество радиоэфиров. В 2004 году за успехом альбомов Take My Love и 607, которые были проданы тиражом более чем в 1 миллион копий, последовал выпуск их переизданий с изменёнными аранжировками и дополнительными песнями.
После окончания контракта с Дмитрием Маликовым группа записала ещё два альбома — Black & White (2006) и Indian Summer (2017). Несмотря на то, что данные альбомы были выпущены без высокого бюджета, масштабной рекламной кампании и не отмечались многочисленными наградами и рекордными продажами, они получили преимущественно положительные отзывы слушателей и критиков, а некоторые композиции из альбомов смогли достигнуть высоких мест в чартах, получить ремикс-версии от различных диджеев и даже принять участие в отборе на ведущие международные конкурсы. Так, Plazma стала участником финала отборочного тура «Евровидения-2009», в котором исполнила композицию «Never Ending Story»; также группа подавала заявку на участие в «Евровидении-2007» и «Евровидении-2010» с композициями «Living in the Past» и «Mystery (The Power Within)» соответственно.
После своего последнего альбома, в период с 2018 по 2025 годы, Plazma выпустила 8 синглов: «Rescue Me», «I Believe in Love» (с видеоклипом), «Salvation», «Freedom Is Finally Mine», «Waterfall», «My Color’s Black», «Broken Satellites» и «All the Colors of the Rainbow» .

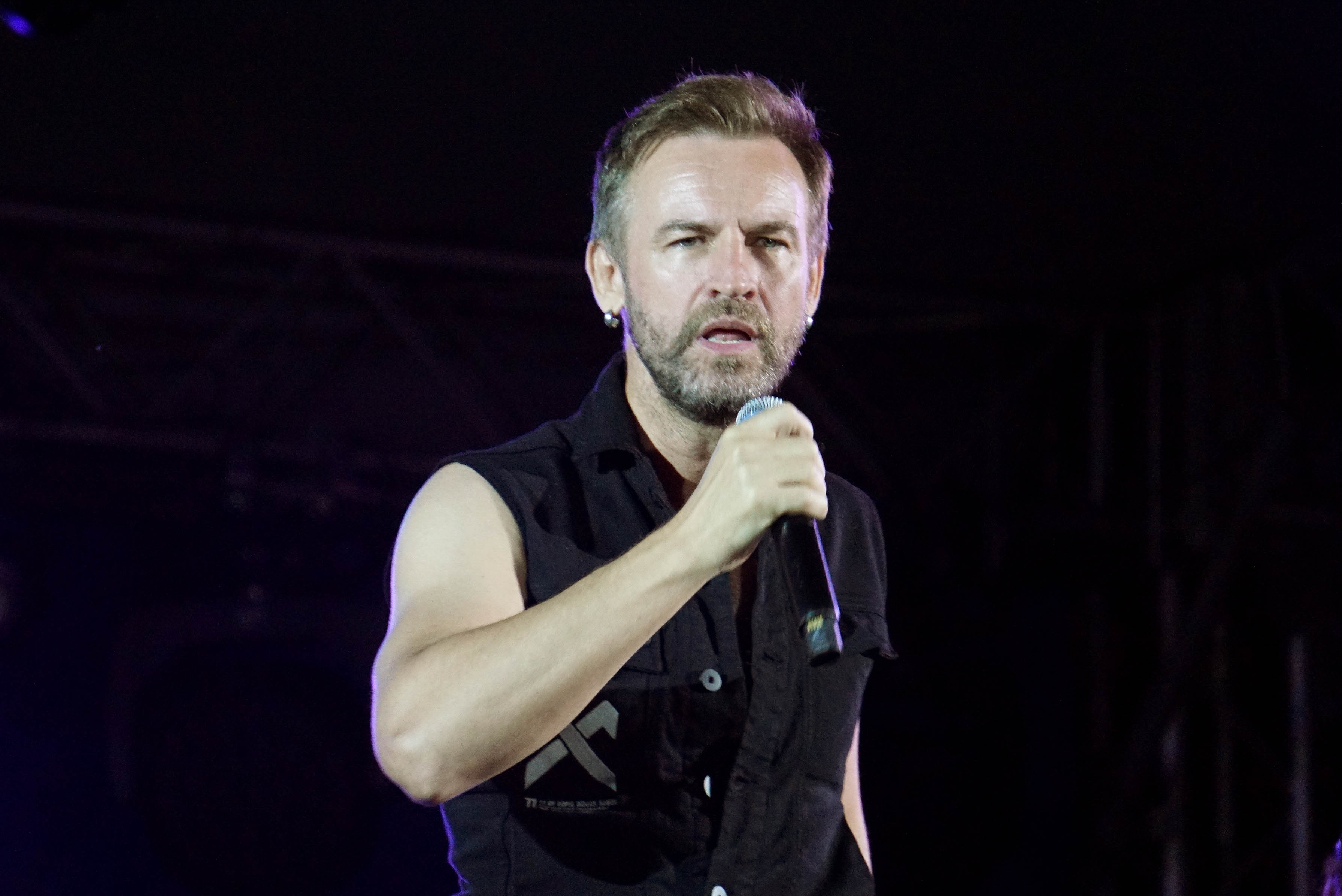
Роман Черницын. Сочи, Площадь Южного мола. 14 июля фан-зона группа «Plazma». Чемпионат мира по футболу 2018

## Участники
Основной состав
- Роман Черницын — вокалист, композитор, автор текстов
- Максим Постельный — клавишник, бэк-вокалист, композитор, аранжировщик

Аккомпанирующий состав
- Александр Лучков — скрипач, гитарист
- Николай Трофимов — гитарист

## Дискография

### Студийные альбомы
1. 1991[11] — Falling in Love
2. 1998[17] — Prologue
3. 2000 — Take My Love, в 2004 году переиздан с изменёнными аранжировками
4. 2002 — 607, в 2004 году переиздан с изменёнными аранжировками под названием Six Zero Seven — New Version
5. 2006 — Black & White
6. 2017 — Indian Summer

### Синглы
Внеальбомные песни
- 1992 — Losing All My Dreams
- 1992 — I Still Love You
- 1992 — You Are the One
- 1994 — Go Home
- 1994 — Climb Any Hill
- 1994 — There’s Never a Forever Thing
- 1995 — Never Say Die
- 1997 — «Лолита»[18]

Радиосинглы
Ниже представлен примерный список радиосинглов и других песен в чартах, выпущенных с 2000 года, согласно данным сайтов Tophit и «Еврохит Топ-40».
| Дата начала ротации            | Песня                                            | Всего эфиров | Высшая позиция в чартах | Высшая позиция в чартах      | Альбом                       |
| Дата начала ротации            | Песня                                            | Россия       | Tophit (Top Radio Hits) | Европа Плюс (Еврохит Топ-40) | Альбом                       |
| ------------------------------ | ------------------------------------------------ | ------------ | ----------------------- | ---------------------------- | ---------------------------- |
| 26.02.2000                     | Take My Love                                     | —            | —                       | 4                            | Take My Love                 |
| 19.08.2000                     | Jump in My Car                                   | —            | —                       | 3                            | Take My Love                 |
| 06.01.2001                     | The Sweetest Surrender                           | —            | —                       | 1                            | Take My Love                 |
| 16.06.2001                     | Fading Like a Rose                               | —            | —                       | 1                            | Take My Love                 |
| 02.03.2002                     | Lonely                                           | —            | —                       | 1                            | 607                          |
| 14.09.2002                     | You’ll Never Meet an Angel                       | —            | —                       | 1                            | 607                          |
| 08.02.2003                     | You Know (My Recent Desease)                     | —            | —                       | 5                            | 607                          |
| 20.10.2003                     | A Bit of Perfection                              | 131          | 105                     | —                            | 607                          |
| 02.12.2003                     | The Power of Your Spell                          | 6 790        | 49                      | 13                           | Six Zero Seven — New Version |
| 03.06.2004                     | Never Again                                      | 12 706       | 43                      | —                            | Black & White                |
| 09.11.2004                     | Lonely II                                        | 34 772       | 63                      | —                            | Black & White                |
| 25.04.2005                     | One of a Kind                                    | 83 237       | 31                      | 24                           | Black & White                |
| 14.09.2005                     | One Life                                         | 219 987      | 26                      | 16                           | Black & White                |
| 11.10.2005                     | One Life (Red Max Mix)                           | 1 967        | —                       | —                            | Black & White                |
| 13.04.2006                     | Save                                             | 313 614      | 14                      | 16                           | Black & White                |
| 28.09.2006                     | Black Would Be White                             | 533 685      | 10                      | 6                            | Black & White                |
| 22.05.2007                     | I Never Dreamed (That You’d Love Me)             | 25 853       | 95                      | —                            | Black & White                |
| 24.03.2008                     | Бумажное небо (совместно с Алёной Водонаевой)    | 23 104       | 116                     | —                            | —                            |
| 15.09.2008                     | Living in the Past                               | 195 402      | 26                      | 2                            | Black & White                |
| 05.12.2008                     | Living in the Past (Nord Remix)                  | 2 662        | —                       | —                            | —                            |
| 13.03.2009                     | Never Ending Story                               | 4 367        | 222                     | —                            | Indian Summer                |
| 20.10.2009                     | The Real Song (Untitled)                         | 4 957        | 209                     | —                            | Indian Summer                |
| 11.01.2010                     | Mystery (The Power Within)                       | 616 458      | 31                      | 3                            | Indian Summer                |
| 23.04.2010                     | Mystery (The Power Within) (совместно с Red Max) | 1 920        | —                       | —                            | —                            |
| 26.07.2011                     | Angel of Snow                                    | 81 255       | 50                      | 35                           | Indian Summer                |
| 14.09.2011                     | Angel of Snow (совместно с Paul Vine)            | 302          | —                       | —                            | —                            |
| 29.03.2013                     | Black Leather Boys                               | 13 924       | 171                     | —                            | Indian Summer                |
| 15.12.2014                     | Lucky Rider                                      | 33 344       | 156                     | —                            | Indian Summer                |
| 07.09.2015                     | Tame Your Ghosts                                 | 8 427        | 191                     | —                            | Indian Summer                |
| 20.03.2019                     | I Believe in Love                                | 2 431        | —                       | —                            | —                            |
| 09.09.2019                     | Salvation                                        | 7 903        | —                       | —                            | —                            |
| 19.07.2021                     | Waterfall                                        | 69           | —                       | —                            | —                            |
| 20.10.2021                     | My Color’s Black                                 | 13           | —                       | —                            | —                            |
| 21.02.2022                     | Broken Satellites                                | 30           | —                       | —                            | —                            |
| По состоянию на 19 января 2022 |                                                  |              |                         |                              |                              |

Цифровые синглы
| Дата выхода | Песня                                               | Лейбл                                  | Альбом        |
| ----------- | --------------------------------------------------- | -------------------------------------- | ------------- |
| 04.11.2010  | Living in the Past (Green Noize Remix, 2ears Remix) | Musicheads Rec.                        | —             |
| 28.03.2012  | Angel of Snow                                       | TAK Music                              | Indian Summer |
| 30.10.2013  | Black Leather Boys                                  | Freestyle Records                      | Indian Summer |
| 15.06.2015  | Lucky Rider                                         | Freestyle Records                      | Indian Summer |
| 31.08.2015  | Tame Your Ghosts                                    | Zion Music                             | Indian Summer |
| 07.03.2018  | Rescue Me (совместно с Mish)                        | Студия Союз / Танцевальный рай         | —             |
| 01.03.2019  | I Believe in Love                                   | Первое музыкальное Издательство        | —             |
| 06.09.2019  | Salvation                                           | Первое музыкальное Издательство        | —             |
| 04.12.2020  | Freedom Is Finally Mine                             | Первое музыкальное Издательство        | —             |
| 25.06.2021  | Waterfall                                           | Первое музыкальное Издательство        | —             |
| 08.09.2021  | My Color’s Black                                    | Первое музыкальное Издательство        | —             |
| 27.12.2021  | Broken Satellites                                   | Первое музыкальное Издательство        | —             |
| 07.03.2025  | All the Colors of the Rainbow                       | Музыкальное издательство «Рэй Рекордс» | —             |

Промосинглы
Ниже представлен список промосинглов, выпущенных с 2017 года.
| Дата выхода | Песня           | Лейбл                                               | Альбом        |
| ----------- | --------------- | --------------------------------------------------- | ------------- |
| 19.12.2017  | Later           | Первое музыкальное Издательство, United Music Group | Indian Summer |
| 19.12.2017  | Dangerous       | Первое музыкальное Издательство, United Music Group | Indian Summer |
| 19.12.2017  | Indian Summer   | Первое музыкальное Издательство, United Music Group | Indian Summer |
| 19.12.2017  | Up In the Wind  | Первое музыкальное Издательство, United Music Group | Indian Summer |
| 19.12.2017  | Brilliant Water | Первое музыкальное Издательство, United Music Group | Indian Summer |

### Видеоклипы
Полноценные
| Год  | Название                          | Режиссёр           | Альбом          |
| ---- | --------------------------------- | ------------------ | --------------- |
| 1991 | Hungry for Love (как Slow Motion) | Анна Гончарова     | Falling in Love |
| 2000 | Take My Love                      | Альберт Хамитов    | Take My Love    |
| 2000 | The Sweetest Surrender            | Филипп Янковский   | Take My Love    |
| 2001 | Lonely                            | Ирина Миронова     | 607             |
| 2002 | You’ll Never Meet an Angel        | Олег Гусев         | 607             |
| 2003 | A Bit of Perfection               | Михаил Хлебородов  | 607             |
| 2004 | Lonely II                         | Наталья Погоничева | Black & White   |
| 2005 | One Life                          | Кевин Джексон      | Black & White   |
| 2010 | Mystery (The Power Within)        | Марат Адельшин     | Indian Summer   |
| 2016 | Tame Your Ghosts                  | Валерий Варданян   | Indian Summer   |
| 2019 | I Believe in Love                 | Андрей Усланов     | —               |

Текстовые (лирик-видео)
| Год  | Название                      | Альбом        |
| ---- | ----------------------------- | ------------- |
| 2015 | Tame Your Ghosts              | Indian Summer |
| 2019 | I Believe in Love             | —             |
| 2019 | Salvation                     | —             |
| 2025 | All The Colors Of the Rainbow | —             |